# Základka
Základka je původní český komediální televizní seriál vysílaný na podzim 2012 na televizní stanici Prima family. Scénář napsala Tereza Dusová, která se podílela i na seriálu Letiště nebo Přešlapy. Režie se ujal Petr Zahrádka.
První díl byl premiérově vysílán 27. srpna 2012, závěrečná epizoda byla odvysílána 26. října 2012. Původně byl seriál nasazen do programu v pondělí večer po seriálu Cesty domů, ale současně s druhým dílem nasadila konkurenční TV Nova úspěšný seriál Gympl s (r)učením omezeným a Základka zaznamenala prudký pokles diváků. Po přesunu na pátek v 21.15 hodin po pořadu s Jiřinou Bohdalovou Zrcadlo tvého života jeho sledovanost dále klesala, až vedení televize rozhodlo, že v jeho dalším natáčení nebude pokračovat.

## Děj
Děj nás zavede na základní školu Sever, která je zdánlivě stejná jako ostatní. Je tady kolektiv učitelů, kteří dennodenně bojují, aby do hlav žáků vpravili alespoň nějaké vědomosti, a zároveň přitom sami nepřišli o nervy a rozum. Výhodou je, že tu pracuje o něco více mužů než na jiné škole, takže síly jsou poměrně vyrovnané. Což s sebou na druhou stranu přináší řadu humorných situací, které učitelský sbor občas řeší nejen s patřičnou nadsázkou, ale hlavně s drobet sexuálním podtextem.

## Obsazení
| Bohumil Klepl        | ředitel Zdeněk Grepl |
| Jiří Langmajer       | Dušan Myslík         |
| Oldřich Navrátil     | Milan Zola           |
| Vanda Hybnerová      | Alice Fikejzová      |
| Taťjana Medvecká     | Róza Vodičková       |
| Lukáš Hejlík         | Roman Sivý           |
| Barbora Poláková     | Kamila Králová       |
| Tomáš Jeřábek        | Evžen Pádivý         |
| Ondřej Malý          | školník              |
| Alice Bendová        | Nebeská              |
| Ladislav Trojan      | Oktábec              |
| Jiří Maršál          | žák                  |
| Natálie Drabiščáková | Libuše Zolová        |
| Pavel Řezníček       | Filip Mrkvička       |
| Erik Fiala           | žák                  |
| Emma Smetana         | dívka s bonboniérou  |
| Vlasta Peterková     | Fikejzová            |
| Lukáš Langmajer      | Denis                |

## Seznam dílů
| Č. v seriálu | Č. v řadě | Název                                   | Režie         | Scénář        | Datum premiéry | Sledovanost (v milionech) |
| ------------ | --------- | --------------------------------------- | ------------- | ------------- | -------------- | ------------------------- |
| 1            | 1         | Sborovna                                | Petr Zahrádka | Tereza Dusová | 27. srpna 2012 | 0,929                     |
| 2            | 2         | Proslov                                 | Petr Zahrádka | Tereza Dusová | 3. září 2012   | 0,495                     |
| 3            | 3         | Kauza Oktábes                           | Petr Zahrádka | Tereza Dusová | 7. září 2012   | 0,441                     |
| 4            | 4         | Maminka                                 | Petr Zahrádka | Tereza Dusová | 14. září 2012  | 0,247                     |
| 5            | 5         | Ochrana člověka za mimořádných událostí | Petr Zahrádka | Tereza Dusová | 21. září 2012  | 0,394                     |
| 6            | 6         | V nouzi poznáš charakter                | Petr Zahrádka | Tereza Dusová | 28. září 2012  | 0,311                     |
| 7            | 7         | Homosexuál                              | Petr Zahrádka | Tereza Dusová | 5. října 2012  | < 0,3                     |
| 8            | 8         | Školou chodí Mikuláš                    | Petr Zahrádka | Tereza Dusová | 12. října 2012 | —                         |
| 9            | 9         | Chemie lásky                            | Petr Zahrádka | Tereza Dusová | 19. října 2012 | 0,316                     |
| 10           | 10        | Ředitel                                 | Petr Zahrádka | Tereza Dusová | 26. října 2012 | 0,294                     |